# ケイン・ロバーツ
ケイン・ロバーツ（Kaine Roberts, 2002年7月5日 - ）は、神奈川県出身のバスケットボール選手。Bリーグの広島ドラゴンフライズでプレーしている。ポジションはコンボガード。

## 経歴

### 生い立ち
横須賀海軍施設に勤務するアメリカ人の父親と、日本人の母親の間に生まれる。
ハワイに移住後、当初は体操やアメリカンフットボールをプレーしていた。特に体操では同世代のアメリカ代表候補にも選出されるほどの実力だったが、YouTubeで偶然NBA選手のカイリー・アービングの動画を見てバスケットボールに興味を持ち、中学時代から本格的にバスケを始める。ハワイから日本に帰国後、AAUに所属する東京サムライでプレーした。
その後も国内外で開催された様々なバスケキャンプに参加し、腕を磨いた。

### ハイスクール
再びアメリカに渡り、クレイ・トンプソンの母校でもあるサンタマルガリータ・カトリック高等学校に進学。トンプソンとも対面を果たしている。NCAAディビジョンIの大学への進学を検討していたが、新型コロナウイルスの影響を受け、進学を1年遅らせてその間を日本でプレーすることを示唆した。

### アースフレンズ東京Z
2020年に一度日本へ帰国し、B.LEAGUEのB2に所属するアースフレンズ東京Zと契約した。B.LEAGUEからNCAAの大学進学を目指すのは前例のない試みとなった。なお、B.LEAGUEはプロリーグであるが、プロ経験のある選手はNCAAでプレーできないため、アマチュア選手扱いでの契約となった。
2020-21シーズンは56試合に出場して平均4.0得点、1.1リバウンド、0.6アシストを記録した。

### カレッジ
2021年4月16日にNCAAディビジョンIのストーニーブルック大学への進学が決定した。
1年目の2021-22シーズンは満足に出場機会を得られず、15試合の出場で平均0.9得点に終わった。
2年目の2022-23シーズンは開幕から積極的に起用された。

### 広島ドラゴンフライズ
2023年に再度日本に帰国し、特別指定選手として広島ドラゴンフライズと契約した。